# Église Saint-Christophe d'Amancy
L'église Saint-Christophe d'Amancy est une église catholique française, située dans le département de la Haute-Savoie, dans la commune d'Amancy. L'église est dédiée à saint Jacques et à saint Christophe.

## Historique
L'église dépendait, au Moyen Âge, de l'abbaye d'Entremont. L'ancienne église fut construite en 1295.
L’église actuelle de style néogothique, dédiée à saint Christophe, fut consacrée en 1863.

## Description
La plaque funéraire du prêtre Nicod de Veige est protégée par les Monuments historiques depuis 1933. L'épitaphe indique « HIC JACET VENERABILIS VIR DOMINUS NICODUS de VEGO, CURATUS AMANCIACI QUI OBIIT 1514 ».

## Sources et références
1. 1 2  Histoire des communes savoyardes, 1980, p. 364.
2. 1 2  Notice no PM74000227, sur la plateforme ouverte du patrimoine, base Palissy, ministère français de la Culture.